# Малые Алабухи 1-е
Малые Алабухи 1-е — село в Грибановском районе Воронежской области.
Административный центр Малоалабухского сельского поселения.

## Население
| 2010 |
| ---- |
| 974  |

## Улицы
| - ул. Интернациональная, - ул. Матросовская, - ул. Метальникова, | - ул. Набережная, - ул. Озёрная, - ул. Первомайская, | - ул. Революционная, - ул. Садовая, - ул. Советская. |